# Tatort: Tod eines Auktionators
Tod eines Auktionators ist ein Fernsehfilm aus der Krimireihe Tatort. Es ist der zehnte Fall der Düsseldorfer Ermittler Flemming und Koch und die 313. Tatortfolge. Der vom Westdeutschen Rundfunk produzierte Beitrag wurde am 25. Juni 1995 auf Das Erste zum ersten Mal gesendet. Flemming und Koch haben es mit dem familiären Umfeld des Toten und mit einer Szene von deutschnationalen Kunstsammlern sowie deren Gegnern zu tun.

## Handlung
Der Student Christoph Eckstein sucht den Auktionator Johann Kampenrath auf, der gerade eine Auktion aus dem Nachlass des deutschen Kolonialisten Carl Peters vorbereitet, um sich die Exponate anzusehen. Als er sich die Hände waschen geht, hört er eine lautstarke Auseinandersetzung zwischen Kampenrath und einer unbekannten Person. Als Eckstein zurückkehrt, findet er Kampenrath tot auf, erstochen mit einem zu den Exponaten gehörigen Messer. In seiner Panik fasst er die Tatwaffe an, lässt sie jedoch gleich wieder fallen. Nachdem er sich gefasst hat, nimmt er die Tatwaffe an sich und vernichtet die Eintragung ihrer Verabredung aus Kampenraths Kalender, bevor er, gefilmt von Überwachungskameras, die Flucht ergreift. Er vergräbt das Messer vor seinem Haus, allerdings wird es vom starken Regen später wieder freigespült. Am nächsten Morgen findet Kampenraths Angestellte Erika Walter die Leiche ihres Chefs. Flemming und Koch stellen mit ihrer Hilfe fest, dass das Band der Überwachungskamera sowie einige Exponate aus der Sammlung einschließlich des Dolchs verschwunden sind. Während spielende Kinder den Dolch finden und ausgraben, deutet für Flemming und Koch alles darauf hin, dass Kampenrath mit seinem Mörder verabredet war. Sie erfahren auch, dass der Tote seit zehn Jahren geschieden war und er mit seiner Schwester Cornelia zusammenlebte.
Der Vater der Kinder, Karl-Heinz Heckmann, hat den Dolch unterdessen an sich genommen und versucht, ihn an einen Antiquitätenhändler zu verkaufen. Der täuscht ihn über den Wert des Exponats und verspricht, ihm beim Verkauf zu helfen. Später erfährt Heckmann aus der Zeitung vom Mord an Kampenrath. Der Antiquitätenhändler liest ebenfalls vom Mord in der Zeitung und schlägt Heckmann schließlich einen Deal vor, nach dem der Händler 60 % und Heckmann 40 % des Verkaufserlöses erhalten sollen. Flemming und Koch erfahren, dass der Dolch eindeutig die Mordwaffe war, was für eine spontane Tat spricht. Flemming sucht Cornelia auf. Die setzt die Vorbereitungen der Auktion fort, möchte aber den Familienbetrieb zum nächstmöglichen Termin liquidieren. Sie sagt Flemming gegenüber aus, dass ihr Bruder eine Lebensversicherung zu ihren Gunsten abgeschlossen habe; ein Alibi für die Tatzeit hat sie nicht. Koch findet unterdessen heraus, dass Kampenrath in psychotherapeutischer Behandlung war und sich vor kurzem wieder mit seiner Ex-Frau Helga Wolfhard getroffen hat. Koch trifft sich mit Helga; die sagt aus, dass sie sich im Guten von ihrem Mann getrennt habe; Gründe für die Scheidung seien die Dominanz ihrer Schwägerin Cornelia sowie seine Impotenz gewesen. Vom Psychotherapeuten erfährt Flemming derweil Andeutungen, dass Kampenrath seiner Schwester durch eine platonische, ansonsten fast inzestuöse Liebe verbunden war.
Eckstein vertraut sich seiner afrikanischen Freundin Lisa an, mit der er eine Demonstration gegen die Auktion plant. Er macht ihr klar, dass er nach den Ereignissen im Auktionshaus dort nicht mehr hinkönne und dass sie Wortführerin der Demonstration sein solle. Die Kinder Heckmanns entwenden unbemerkt von ihren Eltern den gefundenen Dolch und spielen damit, bis ihnen der Dolch von anderen Kindern abgenommen wird. Während Heckmann das Fehlen des Dolches bemerkt und verzweifelt seine Kinder sucht, stürmt eine größere Studentengruppe vor den Augen Flemmings und Kochs die Auktion, um gegen das kommerzielle Ausschlachten der dunklen Kolonialgeschichte zu protestieren. Während Heckmann seine Söhne sucht, ruft der Antiquitätenhändler Frau Heckmann an und fragt, wo ihr Mann bleibt. Er hat eine Gruppe deutschnationaler Männer als Interessenten für den Dolch organisiert und droht, ihren Mann wegen des Mordes oder zumindest Hehlerei anzuzeigen, wenn er nicht bald mit dem Dolch erscheint. Heckmann findet seine Söhne, kann den Dolch vom Nachbarsjungen wieder holen und beim Antiquitätenhändler abliefern. Allerdings hat der Nachbar den Dolch aus dem Zeitungsartikel vom Kampenrath-Mord erkannt und verständigt die Polizei. Flemming taucht daraufhin bei Frau Heckmann auf. Sie verrät Flemming den Ort der Geheimauktion des Antiquitätenhändlers. Flemming kann dort den Dolch sicherstellen und lässt alle Teilnehmer der Privatauktion sowie Heckmann festnehmen. Durch Frau Heckmann erfährt Flemming, dass die Kinder den Dolch gefunden haben. Er lässt sich von ihnen den Fundort zeigen; es ist das Wohnheim, in dem sämtliche Studenten wohnen, die an der Protestaktion teilgenommen hatten; die Heckmanns werden freigelassen.
Während die Durchsuchung des Studentenwohnheims nichts erbracht hat, bringt Flemming Cornelia auf den neuesten Stand. Sie äußert die Vermutung, dass die Demonstranten Hintermänner gehabt haben könnten, die bei der Auktion selbst nicht in Erscheinung getreten sind. Flemming hat die Idee, Miriam Koch in die Universität zu schicken und zu überprüfen, wer zurzeit an einer Magisterarbeit über die Geschichte Deutsch-Ostafrikas arbeitet. Sie stößt dabei auf Christoph Eckstein. Als sie ihn aufsucht, versucht er zu fliehen, kann jedoch von Koch gestellt werden. Eckstein sagt aus, dass Kampenrath seiner Wahrnehmung nach Selbstmord begangen habe, den Hausschlüssel habe er innen in der Tür stecken gelassen. Er bleibt bei dieser Darstellung auch, als Flemming ihn damit konfrontiert, dass der Schlüssel verschwunden ist. Flemming glaubt dem jungen Mann und ist nun sicher, dass eine andere, im Haus versteckte Person Kampenrath getötet haben muss. Flemming arrangiert eine Gegenüberstellung Ecksteins mit Cornelia. Die gibt zu, den jungen Mann im Haus gesehen zu haben. Sie gibt an, sich Sorgen um ihren Bruder gemacht zu haben und zum Auktionshaus gefahren zu sein; dort habe sie ihren Bruder tot aufgefunden. Sie habe dann einen Raubmord vorgetäuscht und das Band der Überwachungskamera verschwinden lassen, damit sie die Versicherungssumme noch ausgezahlt bekäme; das Band habe sie vernichtet. Erika Walter sucht Flemming auf. Sie schließt einen Selbstmord Kampenraths aus, da er doch gerade eine Wohnung in München in der Nähe seiner Ex-Frau kaufen wollte. Das hätte er wohl nicht vor, wenn er Selbstmord begehen wollte. Den Anruf des Maklers im Geschäft hatte dann Cornelia von Erika Walter übernommen.
Flemming und Koch sind gerade auf dem Weg zu Cornelia, als sie einen Fernsehtechniker bemerken, den Cornelia bestellt hatte. Er erzählt den Beamten, dass er einen Fernseher und ein Videogerät in der Villa Kampenrath installieren soll. Flemming instruiert ihn, die Leitung so zu verlegen, dass auch von den Beamten draußen die Bilder auf dem Fernseher empfangen und aufgezeichnet werden können. Die Beamten zeichnen auf, dass Cornelia vor Eckstein in der Villa war, sich versteckt hatte und nach Eckstein geflohen war. Flemming und Koch stürmen die Villa. Cornelia vernichtet die Kassette; doch als die Beamten ihr zeigen, dass sie eine Kopie angefertigt haben, gesteht Cornelia. Ihr Bruder hatte ihr eröffnet, dass er sie verlassen und zu seiner Ex-Frau nach München ziehen werde. Als sie noch einmal mit ihm reden wollte, wollte er sie hinauswerfen; sie tötete ihn daraufhin im Affekt. Cornelia wird festgenommen.

## Rezeption

### Einschaltquoten
Die Erstausstrahlung des Tatort Tod eines Auktionators am 25. Juni 1995  wurde in Deutschland insgesamt von 5,95 Millionen Zuschauern gesehen und erreichte damit einen Marktanteil von 22,04 %.

### Kritiken
Die Kritiker der Fernsehzeitschrift TV Spielfilm beurteilen die Folge mittelmäßig und kommentieren: „Viele Verdächtige, wenig Spannung“